# فالباخ (اتریش)
فالباخ (به آلمانی: Fallbach) یک منطقهٔ مسکونی در اتریش است که در ناحیه میستلباخ واقع شده‌است. فالباخ ۸۶۱ نفر جمعیت دارد.